# Allodaposuchus
Allodaposuchus is een geslacht van uitgestorven krokodilachtigen.
De krokodil leefde in het boven-Krijt (Maastrichtien) in zuidelijk Europa; Frankrijk, Spanje en Roemenië. In 2006 werd een complete schedel aangetroffen in Roemenië. Het reptiel werd ongeveer drie meter lang, afhankelijk van het leefgebied.